# 消防設備点検資格者
消防設備点検資格者（しょうぼうせつびてんけんしかくしゃ、英：Inspector of the Fire Protection Equipment and System）は消防法施行規則（昭和36年自治省令第6号）に定めのある、消防用設備等の点検を行うことができる国家資格である。

## 概要
消防用設備等及び特殊消防用設備等がいざというときにその機能を充分に発揮するためには、設備等を「正しく設置」することのほかに設置後の「適正な維持管理」が必要である。そこで、設備等の維持管理の徹底を図るため、防火対象物の関係者には、定期点検が義務づけられるとともに、その結果を消防機関に報告することとなっている。なかでも、特に人命危険度の高い一定の防火対象物に設置されている設備等については、消防設備士又は消防設備点検資格者に点検させなければならない。設備等の点検は非常に高度で専門的な知識と技術を必要とする。一般財団法人日本消防設備安全センター（以下、「安全センター」という。）は、消防庁長官の登録講習機関として消防設備点検資格者講習を全国各地で実施している。

## 分類
消防設備点検資格者は、点検できる消防用設備等及び特殊消防用設備等の種類により、第1種、第2種、特種に分類される。
| 資格者区分         | 資格者区分                                                                           | 点検できる消防用設備等及び特殊消防用設備等の種類 | 点検できる消防用設備等及び特殊消防用設備等の種類 |
| 消防設備点検資格者 | 消防設備士                                                                           | 点検できる消防用設備等及び特殊消防用設備等の種類 | 点検できる消防用設備等及び特殊消防用設備等の種類 |
| ------------------ | ------------------------------------------------------------------------------------ | --- | ------------------------------------------------ |
| 第1種              | 第1類                                                                                | 屋内消火栓設備、スプリンクラー設備、水噴霧消火設備、屋外消火栓設備、共同住宅用スプリンクラー設備                                                                                               |                                                  |
| 第1種              | 第2類                                                                                | 泡消火設備 |                                                  |
| 第1種              | 第1類 第2類                                                                          | 動力消防ポンプ設備、消防用水、連結散水設備、連結送水管、共同住宅用連結送水管 |                                                  |
| 第1種              | 第3類                                                                                | 不活性ガス消火設備、ハロゲン化物消火設備、粉末消火設備 |                                                  |
| 第1種              | 第6類                                                                                | 消火器、簡易消火用具 |                                                  |
| 第1種              | 第1類 第2類 第3類                                                                    | パッケージ型消火設備、パッケージ型自動消火設備 |                                                  |
| 第2種              | 第4類                                                                                | 自動火災報知設備、ガス漏れ火災警報設備、消防機関へ通報する火災報知設備、共同住宅用自動火災報知設備、住戸用自動火災報知設備、特定小規模施設用自動火災報知設備、複合型居住施設用自動火災報知設備 |                                                  |
| 第2種              | 第5類                                                                                | 避難器具 |                                                  |
| 第2種              | 第7類                                                                                | 漏電火災警報器 |                                                  |
| 第2種              | 第4類 第7類                                                                          | 非常警報器具、非常警報設備、排煙設備、非常コンセント設備、無線通信補助設備、共同住宅用非常コンセント設備、共同住宅用非常警報設備、加圧防排煙設備                                               |                                                  |
| 第2種              | 第4類又は第7類の消防設備士のうち電気工事士又は電気主任技術者免状の交付を受けている者 | 誘導灯、誘導標識 |                                                  |
| 特種               | 特類                                                                                 | 特殊消防用設備等 |                                                  |

## 新しく資格を取得する講習

### 講習科目及び時間割
講習は、第1種、第2種及び特種に区分して、それぞれ3日間実施され、講習の最後には、2時間の修了考査が行われる。
| 日程  | 時間            | 第1種 | 第2種 | 特種                                                   |
| ----- | --------------- | --- | --- | ------------------------------------------------------ |
| 第1日 | 9：10～ 9：30   | 受付 | 受付 | 受付                                                   |
| 第1日 | 9：30～ 9：40   | 講習についての説明 | 講習についての説明 | 講習についての説明                                     |
| 第1日 | 9：40～ 10：40  | 火災予防概論 | 火災予防概論 | 火災予防概論                                           |
| 第1日 | 10：50～ 11：50 | 消防法規 | 消防法規 | 消防法規                                               |
| 第1日 | 12：40～ 13：40 | 消防用設備等及び特殊消防用設備等の点検制度 | 消防用設備等及び特殊消防用設備等の点検制度                                                                                         | 消防用設備等及び特殊消防用設備等の点検制度             |
| 第1日 | 13：50～ 14：50 | 建築基準法規 | 建築基準法規 | 建築基準法規                                           |
| 第1日 | 15：00～ 17：00 | 消火器具：技術基準、点検要領 | 避難器具・排煙設備：技術基準、点検要領                                                                                             | 消防用設備等概論                                       |
| 第2日 | 9：10～ 9：30   | 受付 | 受付 | 受付                                                   |
| 第2日 | 9：30～ 11：30  | 非常電源・配線：技術基準、点検要領 | 非常電源・配線：技術基準、点検要領                                                                                                 | 必要とされる防火安全性能を有する消防の用に供する設備等 |
| 第2日 | 12：20～ 13：20 | 屋内消火栓設備・スプリンクラー設備・水噴霧消火設備・泡消火設備・屋外消火栓設備・連結散水設備・連結送水管・パッケージ型消火設備・パッケージ型自動消火設備：技術基準、点検要領 | 漏電火災警報器・誘導灯・誘導標識・非常コンセント設備・無線通信補助設備：技術基準、点検要領                                         | 特殊消防用設備等概論                                   |
| 第2日 | 13：30～ 15：30 | 屋内消火栓設備・スプリンクラー設備・水噴霧消火設備・泡消火設備・屋外消火栓設備・連結散水設備・連結送水管・パッケージ型消火設備・パッケージ型自動消火設備：技術基準、点検要領 | 漏電火災警報器・誘導灯・誘導標識・非常コンセント設備・無線通信補助設備：技術基準、点検要領                                         | 設備等設置維持計画                                     |
| 第2日 | 15：30～ 16：30 | 屋内消火栓設備・スプリンクラー設備・水噴霧消火設備・泡消火設備・屋外消火栓設備・連結散水設備・連結送水管・パッケージ型消火設備・パッケージ型自動消火設備：技術基準、点検要領 | 自動火災報知設備・ガス漏れ火災警報設備・消防機関へ通報する火災報知設備・非常警報器具・非常警報設備・総合操作盤：技術基準、点検要領 | 設備等設置維持計画                                     |
| 第3日 | 9：10～ 9：30   | 受付 | 受付 | 受付                                                   |
| 第3日 | 9：30～ 11：30  | 不活性ガス消火設備・ハロゲン化物消火設備・粉末消火設備・動力消防ポンプ設備・消防用水・総合操作盤：技術基準、点検要領                                                         | 同上 | 電子工学に関する基礎的知識                             |
| 第3日 | 12：20～ 14：20 | 不活性ガス消火設備・ハロゲン化物消火設備・粉末消火設備・動力消防ポンプ設備・消防用水・総合操作盤：技術基準、点検要領                                                         | 同上 | 電気通信に関する基礎的知識                             |
| 第3日 | 14：30～ 14：40 | 修了考査の説明 | 修了考査の説明 | 修了考査の説明                                         |
| 第3日 | 14：40～ 16：40 | 修了考査 | 修了考査 | 修了考査                                               |

### 受講資格
講習は、次の15項目の受講資格のうちのいずれかに該当しなければ受けることができない。
- 甲種又は乙種の消防設備士
- 第1種又は第2種電気工事士
- 1級又は2級の管工事施工管理技士
- 水道布設工事監督者の資格を有する者
- 特定建築物調査員、建築設備検査員、昇降機等検査員又は防火設備検査員
- 1級又は2級の建築士
- 技術士の第2次試験に合格した者（機械部門、電気・電子部門、化学部門、水道部門又は衛生工学部門に係るものに限る。）
- 第1種、第2種又は第3種の電気主任技術者：電気事業法（昭和39年法律第170号）附則第7項により電気主任技術者免状の交付を受けているとみなされている者は該当する。
- 1級、2級又は3級の海技士（機関）
- 建築基準適合判定資格者検定に合格した者
- 消防用設備等又は特殊消防用設備等の工事又は整備について5年以上の実務の経験を有する者：実務の経験とは、消防用設備等又は特殊消防用設備等の工事又は整備の補助業務をいう。
- 消防行政に係る事務のうち消防用設備等に係る事務に関し1年以上の実務経験を有する者：消防行政に係る事務とは、国若しくは都道府県の消防行政担当課又は市町村の消防機関の予防業務等に係るものをいう。
- 建築行政に係る事務のうち建築物の構造及び建築設備に係る事務に関し2年以上の実務経験を有する者：建築行政に係る事務とは、国、都道府県又は市町村の建築事務に係るものをいう。
- 学校教育法による大学若しくは高等専門学校、旧大学令による大学又は旧専門学校令による専門学校において機械、電気、工業化学、土木又は建築に関する学科を修めて卒業した後、消防用設備等又は特殊消防用設備等の工事又は整備について1年以上の実務の経験（前11の実務の経験と同じ。）を有する者
- 学校教育法による高等学校若しくは中等教育学校又は旧中等学校令による中等学校において、機械、電気、工業化学、土木又は建築に関する学科を修めて卒業した後、消防用設備等又は特殊消防用設備等の工事又は整備について2年以上の実務の経験（前11の実務の経験と同じ。）を有する者

### 受講科目の一部免除
一定の要件に該当する者は、科目の受講免除を申請できる。ただし、修了考査は免除されない。

### 受講料等
科目免除等の有無により34,410円（消費税込）と32,310円（消費税込）に区分される。（払込手数料は受講者負担。合否判定結果通知郵送料110円非課税込み。）

### 修了考査
修了考査は、科目免除をされた者を含め全員がすべての問題に解答する。修了考査の科目免除はない。
- 第1種・第2種の修了考査は、「消防法令関係（消防用設備等及び特殊消防用設備等の点検制度、消防法規、建築基準法規、火災予防概論）」、「技術基準関係（消防用設備等技術基準）」、「点検要領関係（消防用設備等の点検要領）」に3分類して、消防法令関係8問、技術基準関係12問及び点検要領関係12問の合計32問を出題
- 特種の修了考査は、「消防法令関係（消防用設備等及び特殊消防用設備等の点検制度、消防法規、建築基準法規、火災予防概論）」、「設備概論関係（消防用設備等及び特殊消防用設備等概論、必要とされる防火安全性能を有する消防の用に供する設備等及び設備等設置維持計画）」、「基礎知識関係（電子工学及び電気通信に関する基礎知識）」に3分類して、消防法令関係8問、設備概論関係16問、基礎知識関係8問の合計32問を出題

各分類ごとに50%以上で、かつ全体の出題数の70%以上正解すると合格となる。修了考査の結果は、講習終了後おおむね30日後に通知し、安全センターのホームページでも公表する。

### 再考査
- 修了考査で不合格となった場合には、修了考査を受けた日から1年以内に1回に限り修了考査を受け直すことができる。
- 再考査は、各講習会における講習3日目の修了考査に併せて実施される。
- 再考査手数料は、3,390円（消費税込）。払込手数料は受講者負担。

## 5年ごとの再講習
消防用設備等及び特殊消防用設備等は、技術的にも法制的にも変化し改正されていく分野であることから、これらに対応した的確な最新の知識を得るために、消防設備点検資格者には、再講習が義務づけられている。

### 再講習受講期限
- 免状の交付を受けた日以後における最初の4月1日から5年以内（再講習受講期限の延長が認められた場合にあっては、「再講習受講期限延長承認書」の延長期限の日まで）ごとに再講習を受講しなければならない。消防設備点検資格者免状（以下「免状」という。）の有効期限は、免状の交付を受けた日（交付年月日）以後における最初の4月1日から5年以内となる（平成12年消防庁告示第14号）。また、再講習受講期限の延長が認められている場合にあっては、「再講習受講期限延長承認書」（以下「延長承認書」という。）に記載されている延長期限の日までとなる。
- 再講習を受講しなかった場合には、消防法施行規則第31条の6第7項第6号の規定により資格が喪失する。

### 再講習受講期限の延長
次に掲げる事情により、安全センターが免状の有効期限内に再講習を受講できないことを認めた場合には、免状の有効期限の日から1年以内に限り再講習受講期限の延長が認められる（平成12年消防庁告示第14号）。再講習受講期限の延長を必要とする場合には、免状の有効期限の日までに、「消防設備点検資格者再講習受講期限延長申請書」に、再講習を受講することができない事情を証明する書類を添えて安全センターに申請する。申請書は、ダウンロードできる。
- 海外旅行をしていること。
- 災害を受けていること。
- 病気にかかり、又は負傷していること。
- 法令の規定により身体の自由を拘束されていること。
- 社会の慣習上又は業務の遂行上やむを得ない緊急の用務が生じていること。
- その他、安全センターがやむを得ないと認める事情があること。

## 資格の喪失
消防設備点検資格者は、次のいずれかに該当するときには、その資格を喪失する（消防法施行規則第31条の6第7項）。
- 精神の機能の障害により消防設備点検資格者の業務を適正に行うに当たって必要な認知、判断及び意思疎通を適切に行うことができなくなったことが判明したとき[注 1]。
- 禁錮以上の刑に処せられたとき。
- 法に違反し、罰金の刑に処せられたとき。
- 消防用設備等又は特殊消防用設備等の点検を適正に行つていないことが判明したとき。
- 資格、学歴、実務の経験等を偽つたことが判明したとき。
- 消防庁長官が定める期間ごとに登録講習機関の講習を修了し、当該登録講習機関が発行する免状の交付を受けなかつたとき。